# Брат во всём
«Брат во всём» — художественный фильм российского режиссёра Александра Золотухина с Сергеем и Николаем Журавлёвыми в главных ролях. Его премьера состоялась 13 февраля 2022 года на 72-м Берлинском кинофестивале, картина получила высокие оценки критиков.

## Сюжет
Герои фильма — братья-близнецы, мечтавшие стать лётчиками и поступившие в военное училище летчиков. Во время учёбы выясняется, что связь между братьями становится препятствием на пути к их мечте.

## В ролях
- Сергей Журавлёв
- Николай Журавлёв
- Александра Шевырёва
- Михаил Клабуков
- Егор Кутушов
- Олег Метелёв
- Даниил Харин
- Александр Канакин
- Александр Халюта
- Артур Каспранов

## Создание и оценки
По свидетельству Золотухина, картина снималась на военном аэродроме, где учился летать его отец. Разрешение на съёмки было получено от Министерства обороны на условиях, что не будут разглашаться имеющие военное значение детали — например, номера самолётов, фамилии курсантов. Главные роли исполнили выпускники Екатеринбургского государственного театрального института Николай и Сергей Журавлёвы, роль инструктора капитана Зорина сыграл профессиональный лётчик Михаил Клабуков. Для съёмок полётов камеры в специальных кейсах крепились на фюзеляж самолёта.
Премьерный показ фильма состоялся 13 февраля 2022 года на 72-м Берлинском кинофестивале, в рамках программы «Столкновения». Российская премьера состоялась 24 февраля 2022 года в кинотеатре «Художественный». 3 марта 2022 года картина вышла в российский прокат.
Российский критик Андрей Плахов, увидевший фильм в Берлине, отметил в связи с этим, что Золотухин явно растёт как режиссёр. «Брат во всём» для него — «кино нежное, одухотворенное, передающее хрупкость и беззащитность юных героев». Антон Долин пишет об «эффектной и при этом целомудренной» операторской работе, об общей нетипичности фильма, его связи со «специфической традицией авиационной романтики», восходящей к «Двум капитанам» Вениамина Каверина, к произведениям Александра Дейнеки, к ряду советских песен. Дмитрий Елагин («Фильм.ру») увидел в картине связь с фотографиями Александра Родченко 1920-х годов. По словам Анны Мальгиной, Золотухин снял «тонкое пацифистское высказывание», частично опираясь на собственные детские воспоминания о жизни среди лётчиков и военных гарнизонов. Главные герои его картины мечтают о небе и полётах, а не о бомбардировках. Сам Золотухин говорит: «война ужасна, отвратительна и страшна».